# Рут, Аманда
Ама́нда Рут (англ. Amanda Root; род. 1963, Челмсфорд, Эссекс, Англия) — британская актриса кино и театра, а также актриса озвучивания для детских программ. Рут наиболее известна своими ролями в анимационном фильме «Большой и дружелюбный великан» (1989), телеэкранизации канала BBC романа «Доводы рассудка» (1995) романистки Джейн Остин и британской телевизионной комедии «All About Me» (2004), где её партнёром стал Ричард Ламсден.

## Биография
Рут родилась в Челмсфорде, гр. Эссекс. Обучалась актёрскому мастерству в Академии драматического искусства Уэббера Дугласа. В 1983 г. она начала свою карьеру в театре Лидс, сыграв роль Эсси в мелодраме Бернарда Шоу «Ученик дьявола».
В период с 1983 г. по 1991 г. Рут регулярно работала с RSC как в Лондоне, так и в Стратфорд-на-Эйвоне, играя таких персонажей Шекспира как Джульетта (Ромео Дэниел Дэй-Льюис), очень юная Леди Макбет, Крессида из пьесы «Троил и Крессида» (Троил Рэйф Файнс).
В 1995 году Рут исполнила свою первую главную роль: Энн Эллиот в фильме «Доводы рассудка», где её партнёрами по съёмкам выступили Киаран Хайндс и Джон Вудвайн.
В 2000 году Рут была задействована в пьесе Уильяма Шекспира Генрих VI, часть 1, где сыграла национальную героиню Франции Жанну д’Арк.
Также актриса принимала участие в записи аудиокниг «Джейн Эйр» Шарлотты Бронте и «Доводы рассудка» Джейн Остин.

## Фильмография
| Год       |     | Русское название                  | Оригинальное название              | Роль                   |
| --------- | --- | --------------------------------- | ---------------------------------- | ---------------------- |
| 1989      | мф  | Большой и дружелюбный великан     | The BFG                            | Софи                   |
| 1995      | ф   | Доводы рассудка                   | Persuasion                         | Энн Эллиот             |
| 1996      | ф   | Джейн Эйр                         | Jane Eyre                          | мисс Темпл             |
| 1999      | ф   | Что случилось с Гарольдом Смитом? | Whatever Happened to Harold Smith? | Маргарет Робинсон      |
| 2000—2000 | с   | Анна Каренина                     | Anna Karenina                      | Долли Облонская        |
| 2002      | мтф | Сага о Форсайтах                  | The Forsyte Saga                   | Уинифред Дарти         |
| 2011      | ф   | Железная леди                     | The Iron Lady                      | Аманда                 |
| 2013      | с   | Непоседа Зу                       | Zou                                | озвучивание            |
| 2014      | с   | Смерть в раю                      | Death in Paradise                  | Тереза Гауэр           |
| 2016      | ф   | Их звездный час                   | Their Finest                       | Сеси / миссис Браун    |
| 2017      | с   | Шерлок (телесериал)               | Sherlock                           | Эмма Уэлсборо          |
| 2018      | с   | Патрик Мелроуз                    | Patrick Melrose                    | Вирджиния Уотсон-Скотт |
| 2019      | с   | Безмолвный свидетель (телесериал) | Silent Witness                     | Оливия Уолш            |
| 2020      | с   | Вызовите акушерку                 | Call the Midwife                   | Флорри Уоткинс         |
| 2024      | с   | Оленёнок                          | Baby Reindeer                      | Эль                    |